# Die Linkspartei.PDS
Německá strana Die Linkspartei.PDS vznikla 17. července 2005 přejmenováním dosavadní post-komunistické PDS (Strana demokratického socialismu). Tato byla dne 16. června 2007 sloučena se stranou WASG (Práce a sociální spravedlnost), čímž vznikla strana Die Linke.

## Vznik strany die Linkspartei.PDS
K přejmenování z původního jména PDS došlo v důsledku diskusí o spolupráci a možném sloučení se s mladou stranou WASG a na žádost WASG; možná spolupráce s WASG, která je aktivní zejména ve starých (západních) spolkových zemích, neměla být blokována (kompromitována) příliš silným poukazem na PDS (která je ve spektru politických stran v Německu často označována za extrémně levicovou) a na straně druhé měl název jasně vyjadřovat i pozice a zaměření strany.

## Název strany
V pojmenování strany však existuje mnoho nejasností a možností interpretace. Název Die Linkspartei.PDS uváděla mimo jiné strana samotná jako hlavní; dále byly uváděny krátké názvy Die Linke a Die Linke.PDS (což mělo již předem korespondovat s navrhovaným názvem budoucí strany po sloučení s WASG) . V rejstříku stran, povolených k volbám do Spolkového sněmu je pak veden název Die Linkspartei. Strana sama dodatek PDS nazývá dodatkem (který v zákonech o stranách v Německu neexistuje). Navíc bylo používání tohoto dodatku stranou označeno jako záležitost jednotlivých zemských spolků strany (zřejmě podle toho, nakolik ten který spolek má důležité styky s WASG a tedy s jejími voliči).

## Sloučení s WASG
Návrh na sloučení s WASG byl jednomyslně přijat na společném kongresu obou stran v Dortmundu 24. a 25. března 2007; ke sloučení došlo na slučovacím kongresu 16. června 2007 v Berlíně – pod jménem Die Linke.